# اليوان الذهبي الصيني
كان اليوان الذهبي الصيني (المعروف أيضًا باسم العملة الذهبية، واليوان الذهبي، وغير ذلك) عُملة قانونية للصين في الفترة ما بين أغسطس/آب 1948 و 1949. كانت هذهِ طريقة تستخدمها حكومة جمهورية الصين لِتجميع الذهب من مواطنيها استعدادًا للانتقال إلى تايوان. تُداولت في البلاد تحت السيطرة الفعلية لحكومة جمهورية الصين، والتي أصدرت النقود الورقية في 19 أغسطس/آب 1948. كانت هذه العُملة سيئة السمعة بسبب التضخم الشديد بسبب التحضير غير الكافي للإصدار والفشل في فرض حدود الإصدار بشكل صارم. في الأيام الأولى لإصدار اليوان الذهبي، استَخدمت الحكومة الإجراءات التنفيذية لإجبار الجمهور على استبدال الذهب والعملة الأجنبية بالعُملة الجديدة. كان سعر الصرف القانوني 0.22217 غرامًا مِن الذهب لكل يوان ذهبي، لكن لم يكن من الممكن الالتزام به. كانت قيمة عُملة فابي التي شهدت انخفاضًا حادًا بمعدل يوان ذهبي واحد من الين مقابل 3 ملايين يوان فابي، وقد استُخدم هذا المعدل في التحصيل الإلزامي للذهب، الفضة، والعُملات الأجنبية العامة. وعلى وجه الخصوص، كانت الخسائر الاقتصادية التي تكبدتها الطبقة المتوسطة الحضرية كبيرة إلى درجة أن حكومة جمهورية الصين فقدت أهم مؤيديها الأصليين، وكانت أحد الأسباب التي أدت إلى فشل حكومة جمهورية الصين بهذهِ السرعة في الحرب الأهلية الصينية.
بعد فشل إصدار اليوان الذهبي، أصدرت حكومة جمهورية الصين على الفور اليوان الفضي، ولكن سرعان ما رُفض في التداول، واستعادت الحكومة الشعبية المركزية اليوان الذهبي الصيني مع الرنمينبي؛ وأعلنت الحكومة الشعبية اعتبارًا من يونيو/حزيران 1949 وقف تداول اليوان الذهبي، واستبداله باليوان الحديث بمعدل 100000 يوان مقابل 1 يوان.

## خلفية القضية
كان الغرض من إصدار العُملة الجديدة هو استبدال عُملة فابي الأصلية المتضخمة التي أصدرتها الحكومة القومية منذ عام 1935.: (ص.6–8) خلال الحرب الصينية اليابانية الثانية، صدرت عُملة فابي بِكميات كبيرة بسبب زيادة الإنفاق المالي. بعد الحرب، ارتفع عدد عُملة الفابي التي أصدرتها الحكومة الوطنية لدفع التكاليف العسكرية الضخمة للحرب ضد الشيوعيين بسرعة من 556.9 مليار يوان في وقت انتصار الحرب إلى 604 تريليون يوان في أغسطس/آب 1948، أي بِزيادة تزيد عن ألف مرة في أقل مِن ثلاث سنوات.
مِن حيث حجم المعروض النقدي، كان يتألف من 1.4 مليار يوان قَبل الحرب. في أوائل عام 1947، بلغ إجمالي إصدارات عُملة فابي 3.5 تريليون يوان، وارتفعت إلى أكثر من 10 تريليون يوان بِحلول يوليو/تموز.:159مع عدم وجود زيادة حقيقية في مخزونات الحكومة من الذهب، والعملات الأجنبية، أدت هذهِ الإصدارات الضخمة إلى التضخم الشديد. في البداية، تستفيد بعض مصانع الورق مِن استخدام موارد عُملة فابي ذات القيمة المُنخفضة كمواد خام لصناعة الورق. عندما كان سونغ تسي ون مسؤولاً تنفيذياً عن اليوان، حاول تحقيق استقرار عُملة فابي من خلال سياسة مالية تتمثل في بيع مخزون الذهب لِشراء عُملة فابي مرة أخرى. ولكن هذا لم يكن مجديا لأن عُملة فابي ظلت تُصدر على نطاق واسع، وبالتالي لم يَكن مِن الممكن دعمها بالكامل بالذهب.
بعد الانتخابات الدستورية في مايو/أيار 1948، أصبح وينج وين هو رئيسًا لليوان التنفيذي وعُين وانج يون فايف وزيرًا للمالية وبدأ التخطيط للإصلاح النقدي. وفي الوقت نفسه، رتب تشيانج ليو هونغ جون، وزير المالية السابق والرئيس السابق للبنك المركزي، لوضع مُقترح لإصلاح العُملة. ويعتقد فريق الصياغة، الذي يقوده خبراء البنك المركزي الذي نظمه يو هونغجون، أن عُملة فابي يُمكن الحفاظ عليها لِبعض الوقت دون إصلاح جذري، وستنهار بشكل أسرع إذا نُفذ إصلاح جذري.
رَكز البرنامج الذي أعدهُ فريق يو بِشكل أساسي على زيادة وتحسين الإيرادات المالية، واُقترِح استخدام هذهِ العُملة الخاصة لِجميع مدفوعات الضرائب وتحويلات التجارة الخارجية دون تخفيض قيمتُها جنبًا إلى جنب مع عُملة فابي، على غرار التعريفات الجمركية لعام 1937، الأمر الذي من شأنه زيادة نسبة الإيرادات المالية إلى النفقات المالية من أكثر من 10 إلى 40 أو 50 في المائة. ولم تكن جهود الحكومة لتحسين الاقتصاد واقتصاد البلاد مُرضية، لكن تشيانج لم يكن راضيا عن هذا واعتقد أنه لا يستطيع جمع احتياطيات البلاد من الذهب، الفضة، والعملات الأجنبية الخاصة لمواجهة الوضع الصعب. في الاجتماع، اتفق رئيس اللجنة التنفيذية وينغ ون هاو، وزير الخارجية وانغ شيجي، ورئيس البنك المركزي يو هونغ جون.
بالإضافة إلى الحاضرين، لم يَقترب تشيانج إلا مِن تشانغ جياجياجيه، المدير العام السابق لبنك الصين، الذي استقال للتو مِن منصبهِ كرئيس للبنك المركزي، وونغ وينهاو، الذي أبلغ السفير الأمريكي لدى الصين ستو ريدن قَبل أيام قليلة من موعد إجراء الإصلاح.

## إصدار لاحق
في 19 أغسطس/آب 1948، عقد الكومينتانغ الصيني مؤتمرا سياسيا مركزيا للموافقة على اقتراح إصلاح العُملة الذي قدمه وينغ ون هو ووانغ يون وو. وعَقد وينج وين هاو اجتماعاً للمجلس التنفيذي بعد ظُهر ذلك اليوم لِمناقشة والموافقة على مقترح إصلاح العُملة. وفقًا للأحكام المؤقتة ضد التمرد الشيوعي التي اعتمدتها الدورة الأولى للجمعية الوطنية الأولى، أصدر تشيانج "أمرًا بالتصرف في حالات الطوارئ المالية والاقتصادية" في 19 أغسطس/آب، وأصدر سندات اليوان الذهبي مع إيقاف إصدار فابي؛ ووضع مشرفين على الرقابة الاقتصادية. وألقى تشيانج خِطابًا دعا فيه مواطنيه إلى اتباع المرسوم وتبني نظام العُملة الجديد لصالح الأمة. وأعلنت أيضًا عن "قانون إصدار اليوان الذهبي" والمحتويات الرئيسية له هي:
| إن إصدار اليوان الذهبي الصيني مجهز بالكامل، ويجب أن يتكون تكوينه من أصول يجب أن يكون 40٪ منها من الذهب والفضة والعملات الأجنبية ، مع ملء الباقي بالأوراق المالية القابلة للتداول وأصول الأعمال المملوكة للدولة المعينة من قبل الحكومة. 0.22217-{cm}-(-{cm}-ie غرام ) لكل دولار من الذهب القانوني، الذي يصدره البنك المركزي، مع تحديد الإصدار الإجمالي عند 2 مليار دولار. يجب تحويل قسائم اليوان الذهبي الصيني إلى فابي بقيمة ثلاثة ملايين دولار، وقسائم التداول في الشمال الشرقي بقيمة ثلاثمائة ألف دولار، ويجب أن تنتهي صلاحيتها في أو قبل 20 ديسمبر/كانون الأول 1948، عند استرداد عُملة فابي الصادرة وقسائم التداول في الشمال الشرقي، ويجب تداول عملة فابي وقسائم التداول في الشمال الشرقي وممارستها وفقًا لمعدلات التحويل المذكورة أعلاه، ويجب تحديد معاملة عملات تايوان الإقليمية وشينجيانغ من قبل اليوان التنفيذي بشكل منفصل. و سويت الديون العامة والخاصة بعملة الفابي وأوراق الشمال الشرقي وفقاً لأسعار الصرف المذكورة أعلاه. 1. يُحظر امتلاك الذهب (200 طلقة من الذهب الخالص من 1 مدينة ذات جولتين من السبائك)، والفضة (3 جولات من الفضة الخالصة من 1 مدينة ذات جولتين من السبائك)، والعُملات الفضية (جولتان لكل جولة مصطفة )، والعُملات الأجنبية (4 جولات لكل جولة مصطفة بالدولار). بالنسبة لأصحاب القطاع الخاص، يمكن مصادرة القسائم القابلة للاسترداد بحلول 30 سبتمبر/أيلول. وبناء على ذلك، صُيغ وإصدر ونفذت القواعد الشعبية لمعاملة الذهب والفضة والعملات الأجنبية. تسجيل أصول النقد الأجنبي المودعة في الخارج من قبل مواطني الدولة (بما في ذلك الأشخاص الاعتباريين) لمدة زمنية محدودة، مع فرض عقوبات على عدم الامتثال. 2. جُمدت الأسعار الوطنية وأسعار العمالة عند مستويات 19 أغسطس/آب. |

في الوقت نفسه، أرسل تشيانج مُشرفين اقتصاديين إلى المدن الكبرى للإشراف على إصدار اليوان الذهبي. ومِن بينهم، شنغهاي، باعتبارها المركز المالي للبلاد، كان تشيانج تشينج كو نائباً للمُشرف (تَولى منصبهُ في 23 أغسطس/آب، وتركه في 6 نوفمبر/تشرين الثاني)، المشرف الحالي هو رئيس البنك المركزي يو هونغ جون، الذي كانت لهُ السيطرة الفعلية على الوضع الاقتصادي في شنغهاي.
في 16 نوفمبر/تشرين الثاني 1948، أبلغ رئيس البنك المركزي يو هونغ جون تشيانغ كاي شيك بنتائج استرداد 1.663 مليون تايل مِن الذهب، و 8.937 مليون يوان من الفضة (أي سبائك الفضة)، 2.438 مليون يوان من الفضة، 4.775 مليون يوان من الأوراق النقدية الأمريكية، و 8.735 مليون يوان من دولارات هونج كونج، بإجمالي 190 مليون دولار أمريكي.
وفقًا لِتدابير إدارة تَسجيل النقد الأجنبي لِشعب جمهورية الصين، يَجب الإعلان عن أصول النقد الأجنبي للشعب (بما في ذلك الأشخاص الطبيعيون، الأشخاص الاعتباريون، والجمعيات الأخرى) المُودعة في الخارج وتسجيلها لدى البنك المركزي أو البنوك المُعينة الأخرى قَبل الأول مِن ديسمبر/كانون الأول. وافقت جمعية مصارف شنغهاي على جمع المبلغ الكامل البالغ 10 ملايين دولار وِفقاً لِقوة كل منها. في السادس مِن سبتمبر/أيلول 1948، وفي أسبوع ذكرى رئيس الوزراء الذي أقيم في إدارة الحزب المركزية للكومينتانغ، وبخ تشيانج تشونغ تشنغ هذهِ الشخصيات القيادية في البنوك التِجارية في شنغهاي لعدم امتثالها للمرسوم الذي يقضي بِتسجيل جميع أصولها من النقد الأجنبي (التي تقدر بنحو 300 مليون دولار أميركي) لدى البنك المركزي، ولرغبتها في جمع 10 ملايين دولار أميركي كإجراء سَطحي، مع ذلك، كما حدث في العشرين أو الثلاثين عاماً الماضية، كانوا يحبون المال فقط، لا يَعرفون إلا أنُفسِهم، لا يعرفون سُبل عيش الشعب، وتجاهلوا المرسوم وتجاهلوا نزاهة الشعب. وبحسب تقرير نُشر في الجريدة الرسمية الكبرى في 16 أغسطس/آب 1948، وبمقارنة مؤشر المَعيشة قَبل الحرب، ارتفعت أسعار المواد الغذائية 3.9 مليون مرة في النصف الأول من أغسطس/آب، وارتفعت أسعار المساكن 770 ألف مرة، وارتفعت أسعار الملابس 6.52 مليون مرة، ونَشرت الصحيفة في ذلك اليوم رسالة نصية قصيرة على شِكل خبر دانتيل: "كعكة دونات كبيرة، 100 ألف يوان لِكل منها".
وفي الوقت نفسه، حاولت حكومة جمهورية الصين تَجميد الأسعار بمرسوم، مما أُجبر التجار على توريد السِلع بأسعار ما قَبل 19 أغسطس/آب، ومَنعت رفع الأسعار أو تخزينها. وأُجبر الرأسماليون، رَغماً عنهم، على تحويل بعض أصولهم إلى أوراق ذهبية تحت ضَغط الحكومة. وفي شنغهاي، سجن تشيانج تشينج كو بعض الرأسماليين الذين لم يتبعوا الأوامر السياسية وأُطلق النار عليهم حتى الموت كتحذير للآخرين. كما سُجن ابن دو يويه شينغ، دو وي بينغ، بِتهمة الاكتناز. نَجحت حملة "صيد النمر" الشرسة التي شنها تشيانج تشينغ كو في شنغهاي في اكتِساب ثقة الناس في الجولة الذهبية إلى حد ما.

## ينهار
لَم يكن لدى اليوان الذهبي أي احتياطي نقدي أو قيود على الإصدار، مما أدى إلى فشلهِ التام. :4439 كان فَشل اليوان الذهبي محكوما عليه بالفشل في المقام الأول. وبما أن إجمالي كمية عُملة فابي الصادرة في وقت سَحبها من التداول كانت 663 تريليون يوان، فإن إجمالي كمية عُملة فابي الصادرة كان 200 مليون يوان فقط في شكل أوراق نقدية ذهبية مع 3 ملايين يوان مِن عُملة فابي بالإضافة إلى يوان واحد مِن الأوراق النقدية الذهبية. كان مِن المُقرر إصدار أوراق نقدية ذهبية بقيمة 2 مليار يوان في البداية، ما يُعادل خَلق مُعدل تضخم يعادل 10 أضعاف عُملة فابي النهائية دُفعة واحدة.
فشل اليوان الذهبي بِسرعة أكبر مِن سرعة فشل الفابي.: (ص.8) 
بدأ انهيار العُملة قَبل الهزيمة العسكرية للقوميين.: (ص.8) في أبريل ومايو 1949، اجتاح جيش التحرير الشعبي الصيني مدينتي نانجينغ وشنغهاي على التوالي، أعلن الحزب الشيوعي وقف تَداول القسائِم الذهبية اعتبارًا من يونيو/حزيران. استمرت حكومة جمهورية الصين في إصدار أوراق اليوان الذهبي بعد انتقالها إلى قوانغتشو، واستمرت شينجيانغ والمناطق الأخرى في إصدارها، لكن قيمتها تقترب من قيمة الورق المُهمل، على سبيل المثال، أصدرت بنوك شينجيانغ أوراقًا نقدية واحدة عالية القيمة بقيمة 6 مليارات دولار.

## الطوائف
في عام 1946، كَلفت حكومة جمهورية الصين شركة طباعة الأوراق النقدية البريطانية توماس دي نارو بشكل تجريبي بِطباعة 10 سنتات (10 سنتات) و20 سنتًا (20 سنتًا) في فئتين صغيرتين، وفي أغسطس/آب 1948، صدرت خمسة أنواع من الأوراق النقدية- 50 سنتًا، 10 سنتات، 20 سنتًا، 50 سنتًا، و 100 سنت. طبع مكتب الطباعة المركزي لجمهورية الصين أوراق نقدية مِن فئة 50 سنتًا و 10 يوان، في حين أُمر مكتب الطباعة المركزي ومكتب الكتب الصيني بإصدار لوحتين مِن كُل فئة، وكَلفت حكومة جمهورية الصين شركة Walt's Road البريطانية بِطباعة العديد من النشرات الذهبية، ولكن صَدر بأعداد صغيرة جدًا وتداولت في شنغهاي فقط؛ في يناير/كانون الثاني 1949، أصدر مكتب الطباعة المركزي أوراقًا نقدية حمراء فئة 100 يوان، وأوراق نقدية بقيمة 500 يوان، في فبراير/شباط بدأ إنتاج وإصدار أوراق نقدية بقيمة 1000 يوان تدريجيًا؛ في مارس/أذار 1949، صدرت أوراق نقدية بقيمة 5000 يوان، تَليها أوراق نقدية بقيمة 10000 يوان؛ في أبريل/نيسان، أوراق نقدية بقيمة 50000 يوان، وأوراق نقدية بقيمة 100000 يوان؛ في مايو/أيار، صدرت أوراق نقدية بقيمة 500000 دولار وأوراق نقدية بقيمة مليون دولار، لكن احتل جيش التحرير الشعبي شنغهاي على الفور ولم تُصدر.

## تأثير
إن الانخفاض السريع في قيمة اليوان الذهبي والتضخم المفرط الناتج عنه يرجع إلى السياسات المالية والنقدية التي تنتهجها الحكومة. واصلت حكومة جمهورية الصين مُواصلة الحرب على الرغم مِن القيود المالية. يُسدد العجز الحكومي عن طريق طِباعة النقود، مِما يسبب تضخمًا حادًا. الحكومة، التي لا تستطيع التحكم في إصدار عُملة موحدة بِمفردها، تُحاول فقط الحِفاظ على الأسعار وقيم العُملات من خلال أوامر تنفيذية تنتهك قوانين السوق، مِما يتسبب في نهاية المطاف في الفوضى المالية وانهيار السوق.
أكثر الأشخاص تأثُراً بأزمة اليوان الذهبي هُم الطبقة المتوسطة الدُنيا في المدينة. لم يكن لديهم رأس مال، وموارد أكبر لِحماية القليل الذي كان لَديهم، ولم يكونوا غير منتجين مثل الفلاحين الريفيين أو البروليتاريا. في الأيام الأولى لإصدار اليوان الذهبي، أو عندما أُجبروا، أو بسبب الثقة في الحكومة، على استبدال الممتلكات المتراكمة باليوان الذهبي، تَكبدت الصين أكبر الخسائر في التضخم الجامح، أصبح بعض الناس مُعدمين نتيجة لذلك. على الرغم مِن مئات الملايين مِن الدولارات من الذهب، والفضة التي صادرتها حكومة جمهورية الصين مِن الشعب مِن خلال إصدار أوراق اليوان الذهبي، فإنها فقدت ثِقة ودعم الطبقة الأكثر ولاءً في البلاد: سُكان المدن.
في عام 1948، عانت الحكومة القومية بالفعل مِن سلسلة مِن الهزائم العسكرية، كانت عاصفة اليوان الذهبي قد حَرمت حكومة جمهورية الصين مِن كُل ما تبقى لديها من دعم شعبي ومعنويات. وان إساءة استِخدام العُملة أحد الأسباب التي أدت إلى الانهيار السريع لِنظام الحكم الوطني بأكملهِ في القارة.

## اليوان الذهبي وتايوان
في ذلك الوقت، أمرت حكومة مُقاطعة تايوان بِنقل إجمالي أصول شركة تايوان للسكر البالغة 120 مليون دولار أمريكي إلى طريقة الوصاية بموجب إصدار اليوان الذهبي، وإجمالي أصول شركة تايوان للورق البالغة 25 مليون دولار أمريكي إلى 8 ملايين دولار أمريكي، مما أدى إلى زيادة جَر تايوان إلى الوضع الاقتصادي المُتدهور في البر الرئيسي للصين. في ذلك الوقت، كان سعر صرف اليوان الذهبي مقابل الدولار التايواني 1835 دولارًا مُبالغًا فيه بِشكل كبير، كما أدى تدفق البر الرئيسي الصيني إلى تايوان للتحوط إلى إخضاع تايوان لِضغوط تضخمية شديدة وتفاقم الوضع الاقتصادي في يونيو/حزيران 1949، أصلحت تايوان نِظامها النقدي وأصدرت الدولار التايواني الجديد.